# Nils A. Blanck

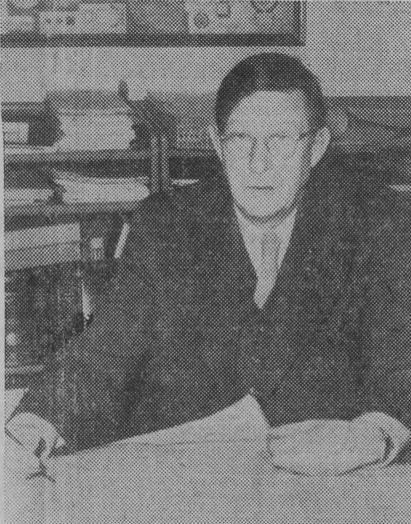
Nils A. Blanck

Nils August Blanck, född 22 oktober 1884 i Storkyrkoförsamlingen, Stockholm, död 31 januari 1965 i Slottsstadens församling, Malmö, var en svensk arkitekt, verksam i Malmö. Han var bror till litteraturvetaren Anton Blanck.
Blanck studerade arkitektur vid Kungliga Tekniska högskolan och Konstakademien i Stockholm och arbetade därefter för Elis Benckert och Ivar Tengbom. Han blev 1916 arkitekt i Byggnadsstyrelsen och därefter länsarkitekt i Malmöhus län och Kristianstads län från 1922. Han hade även eget arkitektkontor, tidvis tillsammans med Tage Møller.
Bland Blancks mest framträdande verk är länsstyrelsens kontorshus vid Drottninggatan i Malmö (1932). Han utförde flera stadsplaner för de skånska städerna samt utarbetade även på 1930-talet restaureringsförslaget för Malmöhus slott. En del av hans ritningar är bevarade på Malmö stadsarkiv.

## Verk i urval

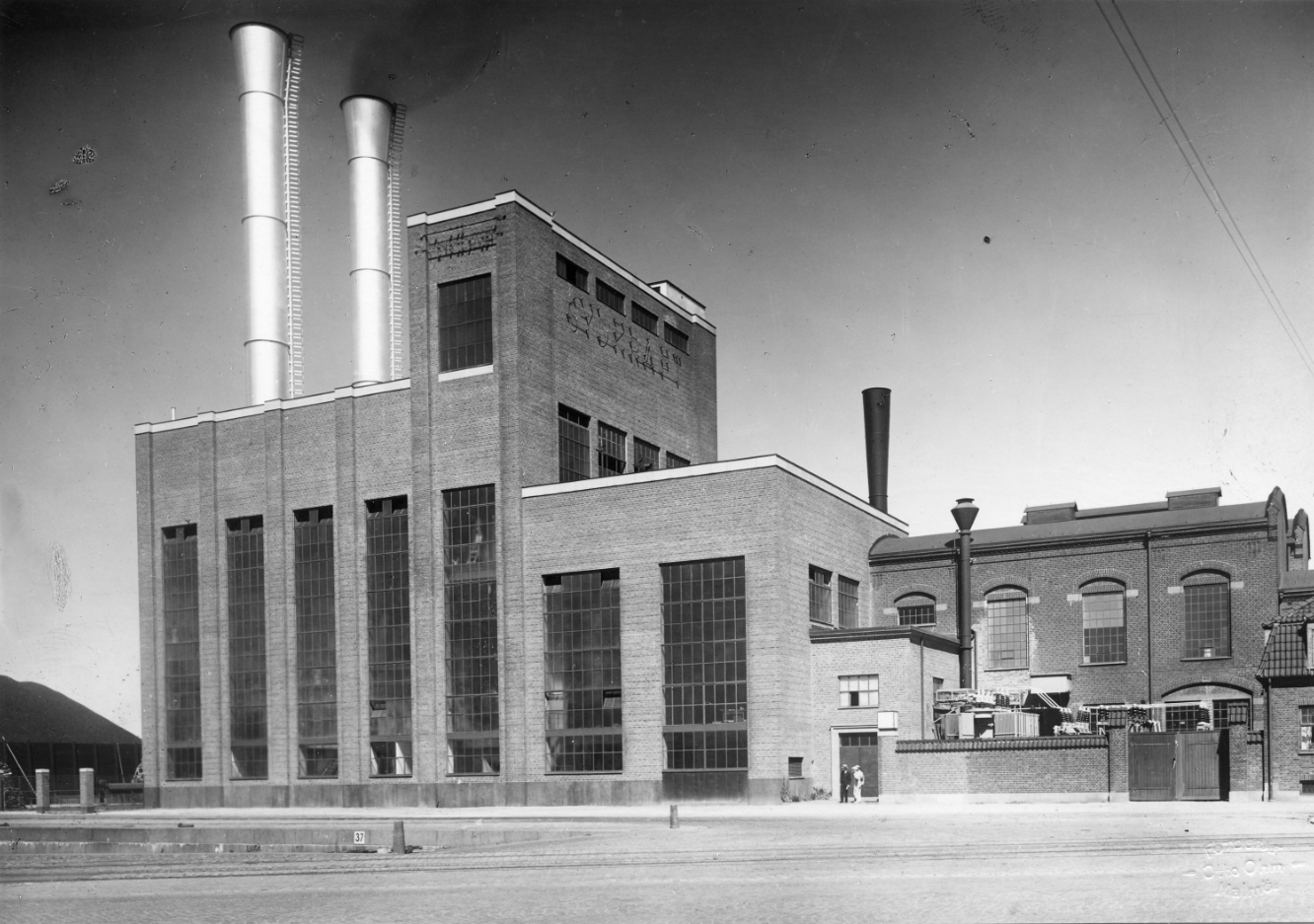
Sydkrafts ångkraftverk

- Byggnad för geologiska och geografiska institutionen vid Lunds universitet 1929-1930.
- Länsstyrelsens hus i Malmö.
- Restaurering av Malmöhus slott (tillsammans med E Lundberg).
- Smörkontrollstationen, Malmö 1934.
- Ångcentral för Sydsvenska kraft AB, Malmö 1933.
- Tillbyggnad av telegrafverket, Lilla Gråbrödersgatan 6, Lund 1942-1943.[1]
- Burspråket på Stora Södergatan 5, Lund 1932.
- Heliga korsets kapell på Ängelholms norra kyrkogård, 1956.